# Neoserica changrae
Neoserica changrae är en skalbaggsart som beskrevs av Ahrens 2004. Neoserica changrae ingår i släktet Neoserica och familjen Melolonthidae. Inga underarter finns listade i Catalogue of Life.